# Église Saint-Pierre de La Roche-Mabile
Pour les articles homonymes, voir Église Saint-Pierre.
L'église Saint-Pierre, ou Saint-Pierre-et-Saint-Paul, est une église catholique située à La Roche-Mabile, en France.

## Localisation
L'église est située dans le département français de l'Orne, sur la commune de La Roche-Mabile.

## Historique
L'édifice est inscrit au titre des monuments historiques en 1975.

## Galerie d'images

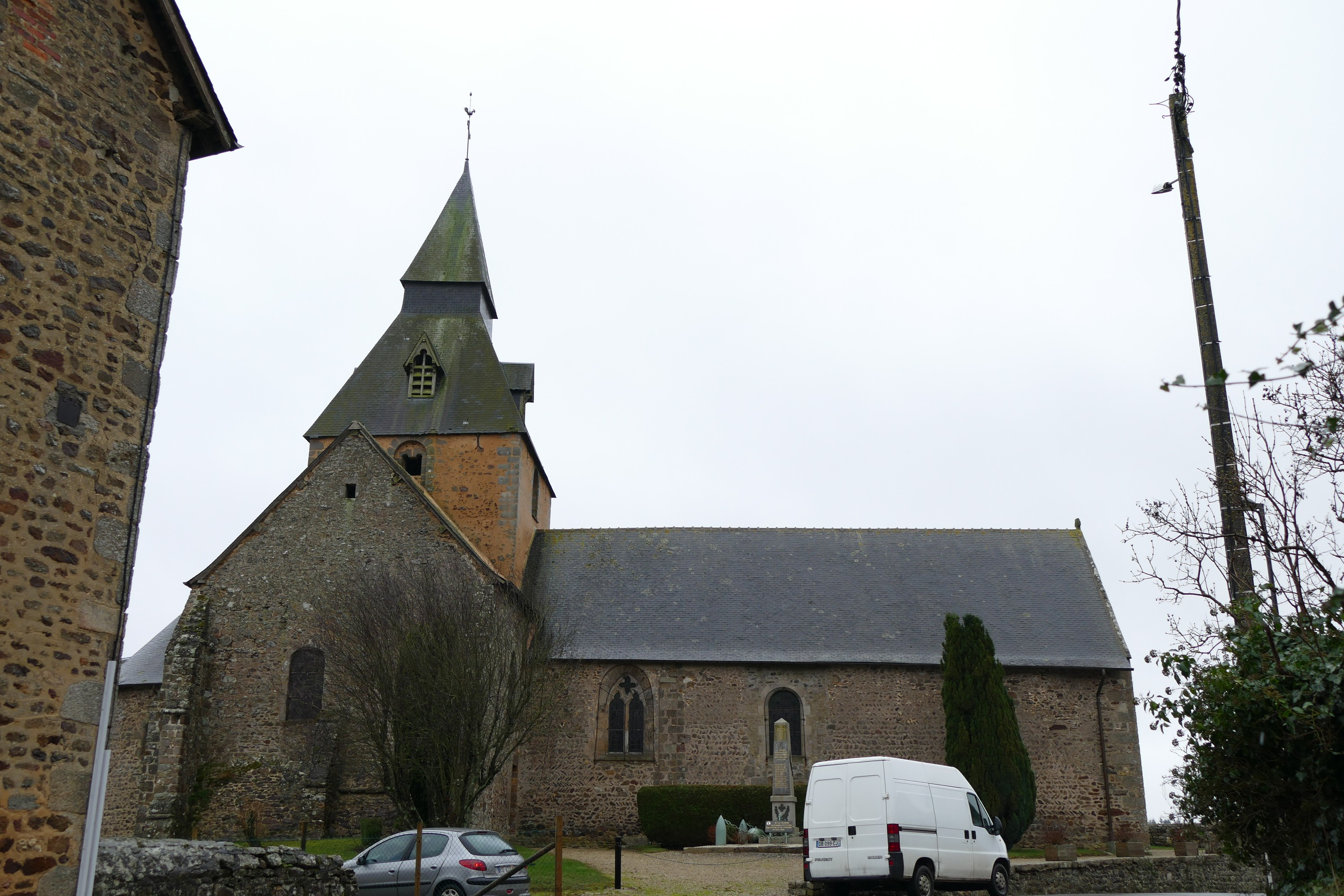
Vue latérale.
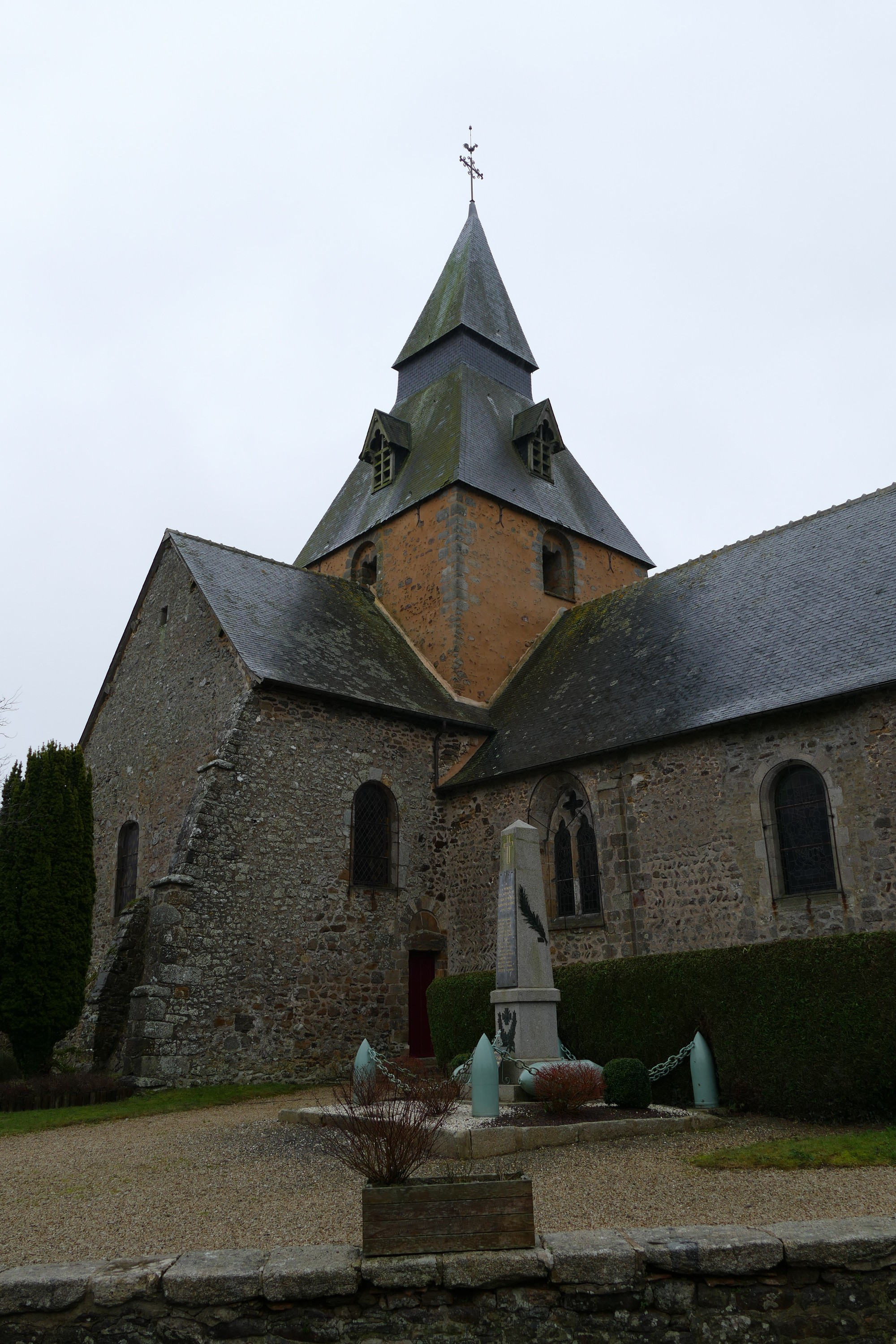
Autre vue.
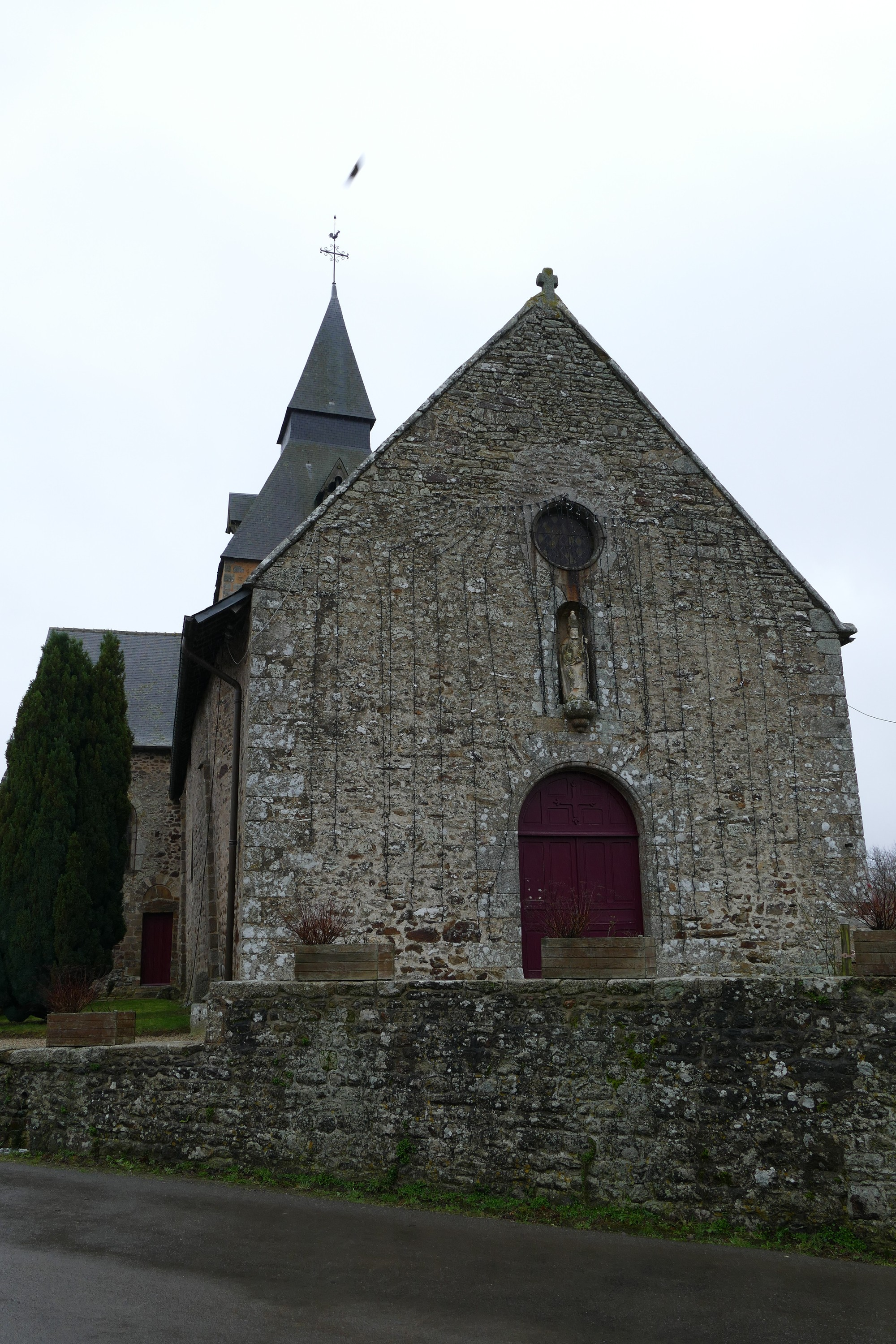
La façade.
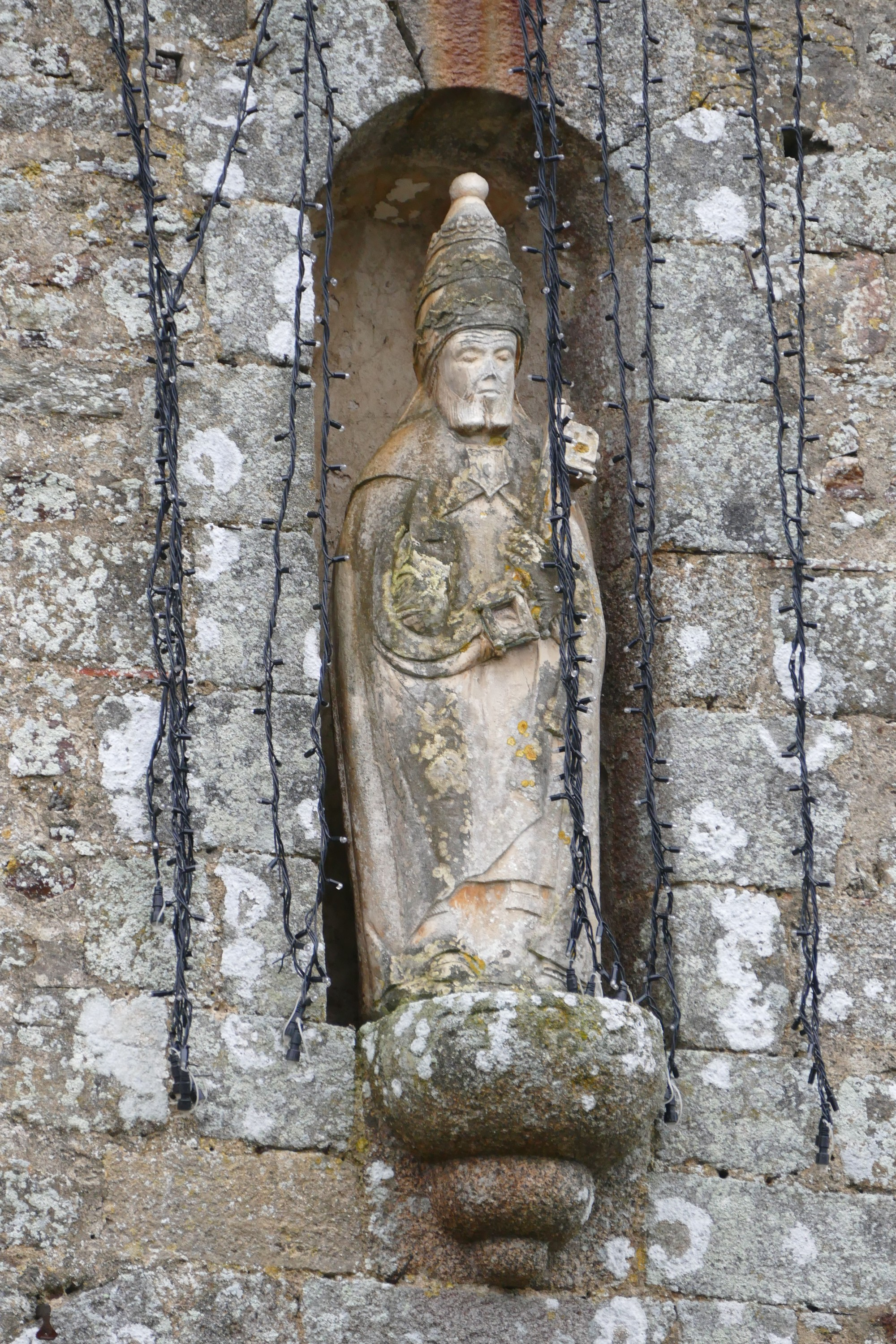
Statue de saint Pierre sur la façade.